# Katharina Szelinski-Singer
Pour les articles homonymes, voir Singer.
Katharina Szelinski-Singer, née à Neusassen près Šilutė (autrefois Prusse-Orientale, Arrondissement d'Heydekrug, aujourd'hui Lituanie, Apskritis de Klaipėda) le 24 mai 1918 et morte à Berlin le 20 décembre 2010, est une sculptrice allemande. 

## Carrière
L'artiste a été formée à la taille directe sur pierre et a obtenu le titre de Meisterschülerin dans la classe de Richard Scheibe à la Hochschule der Künste (École supérieure des arts), aujourd'hui université des arts de Berlin. Peu après la fin de ses études supérieures, au milieu des années 1950, elle a bénéficié de la commande pour un monument en l'honneur des femmes des ruines (en allemand Trümmerfrauen) destiné au jardin public Hasenheide à Berlin. Cette sculpture en grès est son œuvre la plus connue placée dans un espace public. Après quelques autres commandes, d'œuvres de dimensions plus réduites, elle a vécu, de 1956 à 1956, principalement de travaux de restauration pour le château de Charlottenburg.
Cette marginale des activités artistiques établies a créé, parallèlement à son activité professionnelle, un œuvre sculptée, dont elle n'a présenté que quelques exemples lors de différentes expositions collectives. Ce n'est que dans les années 1987/1988 qu'elle rencontre, grâce à une exposition individuelle avec 45 sculptures et plastiques des années 1950 à 1980 que lui consacre alors le musée Georg Kolbe à Berlin, à nouveau l'intérêt d'un public plus large.
Son œuvre comprend environ en cent sculptures et plastiques figuratives. Les figures et têtes de femmes, qui constituent la partie majeure de ses travaux, portent souvent les traits de l'artiste ou sont inspirés par des thèmes autobiographiques. Dans les années 1970 la sculptrice s'est émancipée de l'influence artistique de son professeur Richard Scheibe et a trouvé sa propre forme d'expression, en particulier avec la série de têtes (en allemand Serie Köpfe). Les historiens de l'art catégorisent l'œuvre de Katharina Szelinski-Singer dans la tradition de l'école des sculpteurs de Berlin.